# Brachystylodes
Brachystylodes är ett släkte av skalbaggar. Brachystylodes ingår i familjen vivlar.
Kladogram enligt Catalogue of Life:
| Brachystylodes | \| \| Brachystylodes pilosus \| \| \| \| |
|                | \| \| Brachystylodes pilosus \| \| \| \| |
|                | Brachystylodes pilosus                   |
|                |                                          |